# Aosagibi

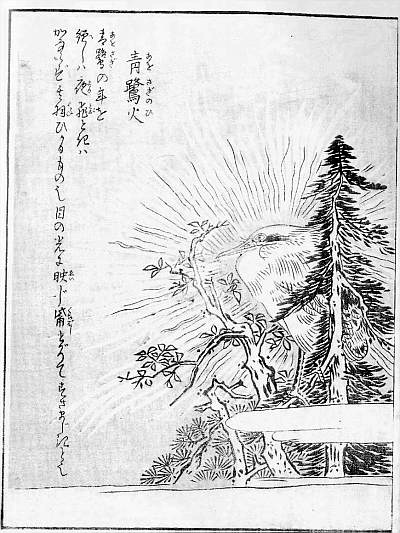
Aosagibi của Toriyama Sekien.

Aosagibi hoặc Aosaginohi (青鷺火, Hán Việt: Thanh Lộ Hỏa, "Diệc Lửa Xanh") là một hiện tượng được minh họa bởi Toriyama Sekien trong tác phẩm Konjaku Gazu Zoku Hyakki của ông. Nó mô tả một con diệc đêm với cơ thể được chiếu sáng bí ẩn.
Văn hóa dân gian được xây dựng xung quanh hiện tượng này kể một câu chuyện về một con diệc đêm đen già biến thành một yōkai. Lông của những con diệc hợp nhất thành những vảy sáng lấp lánh phát ra ánh sáng xanh óng ánh trong đêm tối. Hơi thở của yokai cũng được cho là giải phóng bột vàng vào không khí thu thập để tạo thành một ánh sáng không nhiệt, mặc dù ánh sáng này cuối cùng cũng tan trong gió. Sinh vật vô hại được cho là chạy trốn khỏi sự tiếp xúc của con người, giữ lại sự nhút nhát bình thường của một con diệc.
Truyền thuyết cũng cảnh báo không nhầm lẫn giữa ánh sáng trắng xanh lấp lánh với đèn onibi.